# Lawson Crouse
Lawson Crouse, född 23 juni 1997, är en kanadensisk professionell ishockeyforward som spelar för Utah Mammoth i National Hockey League (NHL).
Han har tidigare spelat för Arizona Coyotes och Utah Hockey Club i NHL; Portland Pirates och Tucson Roadrunners i American Hockey League (AHL) samt Kingston Frontenacs i Ontario Hockey League (OHL).
Crouse draftades av Florida Panthers i första rundan i 2015 års draft som elfte spelare totalt.

## Statistik
| 2011–2012  | Elgin Middlesex Chief | AH         | 1   | 1   | 0   | 1   | 0   | —  | — | — | —  | —  |
| 2012–2013  | Elgin Middlesex Chief | AH         | 27  | 22  | 28  | 50  | 51  | 7  | 4 | 5 | 9  | 10 |
|            | Elgin Middlesex Chief |            | 81  | 79  | 105 | 184 | 72  | —  | — | — | —  | —  |
|            | St. Thomas Stars      | GOJHL      | 5   | 0   | 1   | 1   | 0   | —  | — | — | —  | —  |
| 2013–2014  | Kingston Frontenacs   | OHL        | 63  | 15  | 12  | 27  | 64  | 7  | 0 | 3 | 3  | 2  |
| 2014–2015  | Kingston Frontenacs   | OHL        | 56  | 29  | 22  | 51  | 70  | 4  | 2 | 1 | 3  | 18 |
| 2015–2016  | Kingston Frontenacs   | OHL        | 49  | 23  | 39  | 62  | 56  | 9  | 7 | 4 | 11 | 2  |
|            | Portland Pirates      | AHL        | 2   | 0   | 0   | 0   | 0   | —  | — | — | —  | —  |
| 2016–2017  | Arizona Coyotes       | NHL        | 72  | 5   | 7   | 12  | 48  | —  | — | — | —  | —  |
| 2017–2018  | Arizona Coyotes       | NHL        | 11  | 1   | 0   | 1   | 7   | —  | — | — | —  | —  |
|            | Tucson Roadrunners    | AHL        | 56  | 15  | 17  | 32  | 70  | 9  | 2 | 6 | 8  | 2  |
| 2018–2019  | Arizona Coyotes       | NHL        | 81  | 11  | 14  | 25  | 67  | —  | — | — | —  | —  |
| 2019–2020  | Arizona Coyotes       | NHL        | 66  | 15  | 10  | 25  | 33  | 9  | 2 | 0 | 2  | 2  |
| 2020–2021  | Arizona Coyotes       | NHL        | 51  | 4   | 9   | 13  | 46  | —  | — | — | —  | —  |
| 2021–2022  | Arizona Coyotes       | NHL        | 65  | 20  | 14  | 34  | 52  | —  | — | — | —  | —  |
| 2022–2023  | Arizona Coyotes       | NHL        | 77  | 24  | 21  | 45  | 35  | —  | — | — | —  | —  |
| 2023–2024  | Arizona Coyotes       | NHL        | 81  | 23  | 19  | 42  | 36  | —  | — | — | —  | —  |
| 2024–2025  | Utah Hockey Club      | NHL        | 81  | 12  | 6   | 18  | 39  | —  | — | — | —  | —  |
| NHL totalt | NHL totalt            | NHL totalt | 585 | 115 | 100 | 215 | 363 | 9  | 2 | 0 | 2  | 2  |
| AHL totalt | AHL totalt            | AHL totalt | 58  | 15  | 17  | 32  | 70  | 9  | 2 | 6 | 8  | 2  |
| OHL totalt | OHL totalt            | OHL totalt | 168 | 67  | 73  | 140 | 190 | 20 | 9 | 8 | 17 | 22 |

### Internationellt
| Källa: Uppdaterad: 2024-10-27 | Källa: Uppdaterad: 2024-10-27 | Källa: Uppdaterad: 2024-10-27 |               | Utv = Utvisningsminuter | Utv = Utvisningsminuter | Utv = Utvisningsminuter | Utv = Utvisningsminuter | Utv = Utvisningsminuter |
| År                            | Lag                           | Mästerskap                    | Matcher       | Mål                     | Assists                 | Poäng                   | Utv                     |                         |
| ----------------------------- | ----------------------------- | ----------------------------- | ------------- | ----------------------- | ----------------------- | ----------------------- | ----------------------- | ----------------------- |
| 2014                          | Kanada                        | U18-VM                        | 7             | 1                       | 0                       | 1                       | 0                       |                         |
| 2014                          | Kanada                        | Ivan Hlinka                   | 5             | 6                       | 0                       | 6                       | 8                       |                         |
| 2015                          | Kanada                        | JVM                           | 7             | 1                       | 2                       | 3                       | 0                       |                         |
| 2016                          | Kanada                        | JVM                           | 5             | 2                       | 3                       | 5                       | 2                       |                         |
| 2023                          | Kanada                        | VM                            | 10            | 6                       | 3                       | 9                       | 4                       |                         |
| Junior totalt                 | Junior totalt                 | Junior totalt                 | Junior totalt | 24                      | 10                      | 5                       | 15                      | 10                      |
| Senior totalt                 | Senior totalt                 | Senior totalt                 | 10            | 6                       | 3                       | 9                       | 4                       |                         |